# Wyższa Szkoła w Bergen
Wyższa Szkoła w Bergen (nor. Høgskolen i Bergen HiB) – norweska uczelnia wyższa, ustanowiona w  sierpniu 1994, poprzez scalenie niezależnych szkół wyższych w Bergen, w Norwegii. 
Høgskolen i Bergen oferuje studia ukierunkowane na zawody specyficzne i potrzebne w społeczeństwie.

## Wydziały
Szkołą jest podzielona na 3 wydziały:
- Wydział Edukacji
- Wydział Inżynierii
- Wydział Zdrowia i Nauk Społecznych

## Współpraca międzynarodowa
Od czterech lat Wyższa Szkoła w Bergen sukcesywnie współpracuje z Wyższą Szkołą Ekonomii i Innowacji z Lublina, poprzez wymianę studentów, a także pracowników naukowych. Działa w ramach programu stypendialnego Erasmus.